# 바딤 바카틴

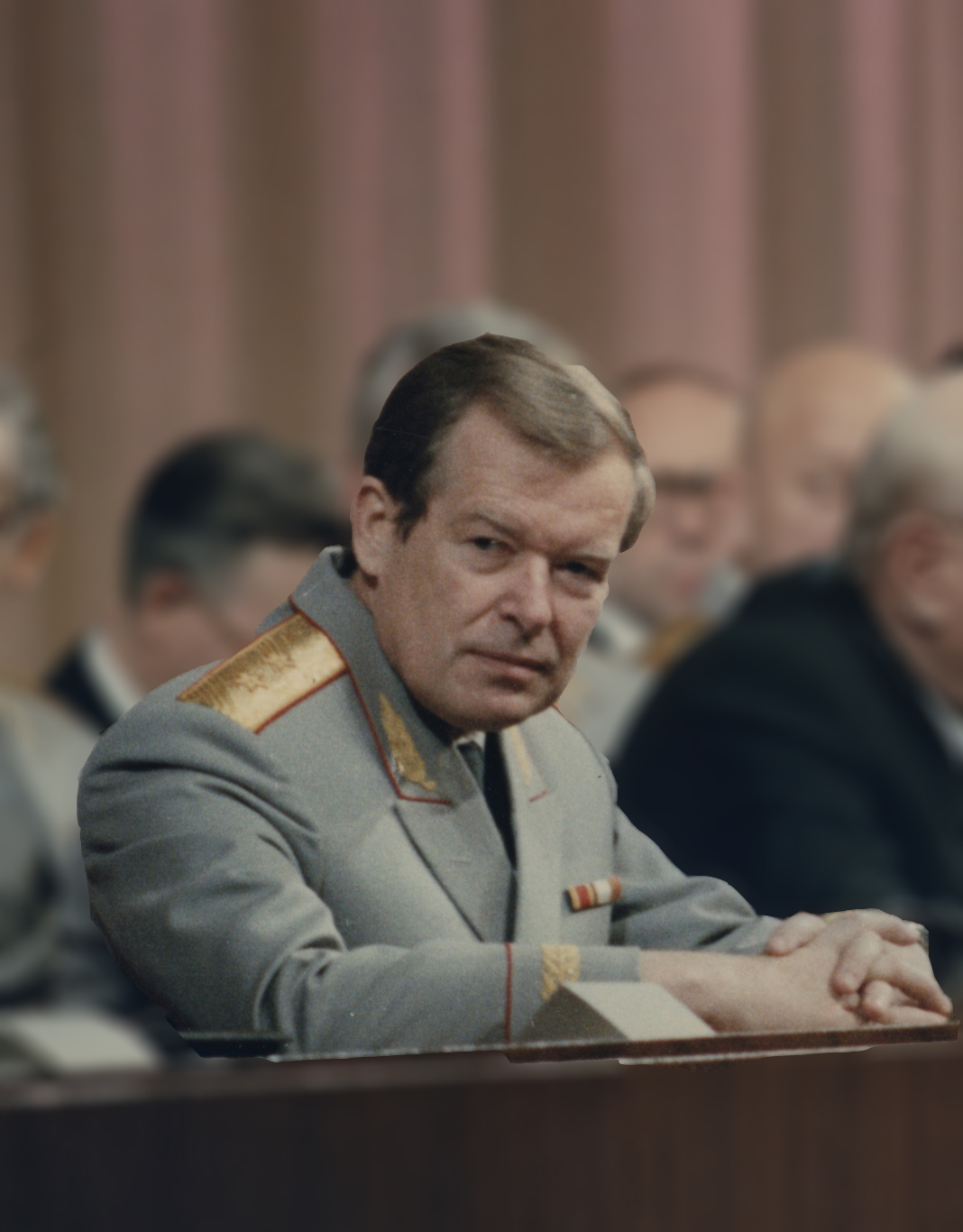

바딤 빅토로비치 바카틴(러시아어: Вадим Викторович Бакатин, 1937년 11월 6일 ~ 2022년 7월 31일)은 소비에트 연방의 정치인으로, 1991년 국가보안위원회 (KGB)의 마지막 의장을 지냈다. 1988년부터 1990년까지는 소비에트 연방의 내무장관을 지냈다.
바카틴은 케메로보주의 키셸로프스크 시 (Киселёвск) 출신으로, 노보시비르스크 건축기술대학을 졸업하였다. 1964년 소비에트 연방 공산당에 들어갔으며, 1973년 케메로보 시의 공산당 제2서기가 된 것으로 시작으로 1977년 케메로보 주 당 서기, 1985년 소비에트 연방 공산당 중앙감사위원, 키로프 주 당 제1서기를 거쳐 1986년 당 중앙위원에 선출되었다. 1987년 케메로보 주의 당 제1서기가 되었다.
1988년 미하일 고르바초프에 의해 내무장관에 임명되었고, 강경한 수단을 통해 소련 체제를 유지해야 한다고 주장하는 보수파의 반발로 1990년 내무장관에서 물러났다. 같은 해 새로 생긴 대통령 자문 위원 직에 기용되었다. 1991년 고르바초프의 권유로 러시아 연방 대통령 선거에 입후보했으나, 득표율이 5%에 그치면서 입후보한 후보들 가운데 최하위를 기록하였다. 1991년 8월, 보수파의 8월 쿠데타가 실패하면서 국가비상사태위원회의 구성원으로 쿠데타의 중심이었던 블라디미르 크류치코프 대신 국가보안위원회 (KGB)의 마지막 의장이 되었으며, 국가보안위원회를 해체하였다.
소비에트 연방의 붕괴 이후 1991년부터 1992년까지 독립국가연합에 부설된 공화국간 보안청 (Interrepublican Security Service)의 초대 의장을 맡았다. 1992년 정치 및 국제 문제에 관한 국제 개혁 기금의 부총재 겸 원장이 되었다.

## 역대 선거 결과
| 선거명      | 직책명          | 대수 | 정당   | 득표율 | 득표수      | 결과 | 당락 |
| ----------- | --------------- | ---- | ------ | ------ | ----------- | ---- | ---- |
| 1991년 선거 | 러시아의 대통령 | 1대  | 무소속 | 3.42%  | 2,719,757표 | 6위  | 낙선 |